# Ouides
Ouides ist eine französische Gemeinde mit 52 Einwohnern (Stand 1. Januar 2022) im Département Haute-Loire in der Region Auvergne-Rhône-Alpes (vor 2016 Auvergne). Die Gemeinde gehört zum Arrondissement Le Puy-en-Velay und zum Kanton Velay volcanique.

## Geografie
Ouides liegt etwa 20 Kilometer südsüdwestlich von Le Puy-en-Velay im Zentralmassiv. Umgeben wird Ouides von den Nachbargemeinden Saint-Jean-Lachalm im Norden, Cayres im Osten und Nordosten, Le Bouchet-Saint-Nicolas im Osten und Südosten, Saint-Haon im Süden sowie Alleyras im Westen.

## Bevölkerungsentwicklung
| Jahr                       | 1962 | 1968 | 1975 | 1982 | 1990 | 1999 | 2006 | 2017 |
| Einwohner                  | 173  | 136  | 115  | 94   | 76   | 60   | 57   | 57   |
| Quellen: Cassini und INSEE |      |      |      |      |      |      |      |      |

## Sehenswürdigkeiten
- Kirche Saint-Jean-Baptiste
- Burg Agrain aus dem 13. Jahrhundert